# Ascionana rhipis
Ascionana rhipis är en kräftdjursart som först beskrevs av Michitaka Shimomura och Shunsuke F. Mawatari 1999.  Ascionana rhipis ingår i släktet Ascionana och familjen Paramunnidae. Inga underarter finns listade i Catalogue of Life.